# Lengelsheim
Lengelsheim és un municipi francès, situat al departament del Mosel·la i a la regió del Gran Est. L'any 2007 tenia 209 habitants.

## Demografia

### Població
El 2007 la població de fet de Lengelsheim era de 209 persones. Hi havia 92 famílies, de les quals 28 eren unipersonals (16 homes vivint sols i 12 dones vivint soles), 32 parelles sense fills, 28 parelles amb fills i 4 famílies monoparentals amb fills.
La població ha evolucionat segons el següent gràfic:
Habitants censats

### Habitatges
El 2007 hi havia 99 habitatges, 92 eren l'habitatge principal de la família, 3 eren segones residències i 4 estaven desocupats. 87 eren cases i 10 eren apartaments. Dels 92 habitatges principals, 78 estaven ocupats pels seus propietaris, 11 estaven llogats i ocupats pels llogaters i 3 estaven cedits a títol gratuït; 2 tenien una cambra, 1 en tenia dues, 9 en tenien tres, 11 en tenien quatre i 69 en tenien cinc o més. 84 habitatges disposaven pel capbaix d'una plaça de pàrquing. A 29 habitatges hi havia un automòbil i a 45 n'hi havia dos o més.

## Economia
El 2007 la població en edat de treballar era de 140 persones, 96 eren actives i 44 eren inactives. De les 96 persones actives 85 estaven ocupades (47 homes i 38 dones) i 11 estaven aturades (6 homes i 5 dones). De les 44 persones inactives 10 estaven jubilades, 8 estaven estudiant i 26 estaven classificades com a «altres inactius».

### Ingressos
El 2009 a Lengelsheim hi havia 92 unitats fiscals que integraven 228 persones, la mediana anual d'ingressos fiscals per persona era de 16.066 €.

### Activitats econòmiques
Dels 4 establiments que hi havia el 2007, 1 era d'una empresa de fabricació d'altres productes industrials, 1 d'una empresa de construcció, 1 d'una empresa d'hostatgeria i restauració i 1 d'una empresa immobiliària.
Dels 2 establiments de servei als particulars que hi havia el 2009, 1 era una fusteria i 1 restaurant.
L'any 2000 a Lengelsheim hi havia 5 explotacions agrícoles.

## Equipaments sanitaris i escolars
El 2009 hi havia una escola elemental integrada dins d'un grup escolar amb les comunes properes formant una escola dispersa.

## Poblacions més properes
El següent diagrama mostra les poblacions més properes.